# Catherine Flemming

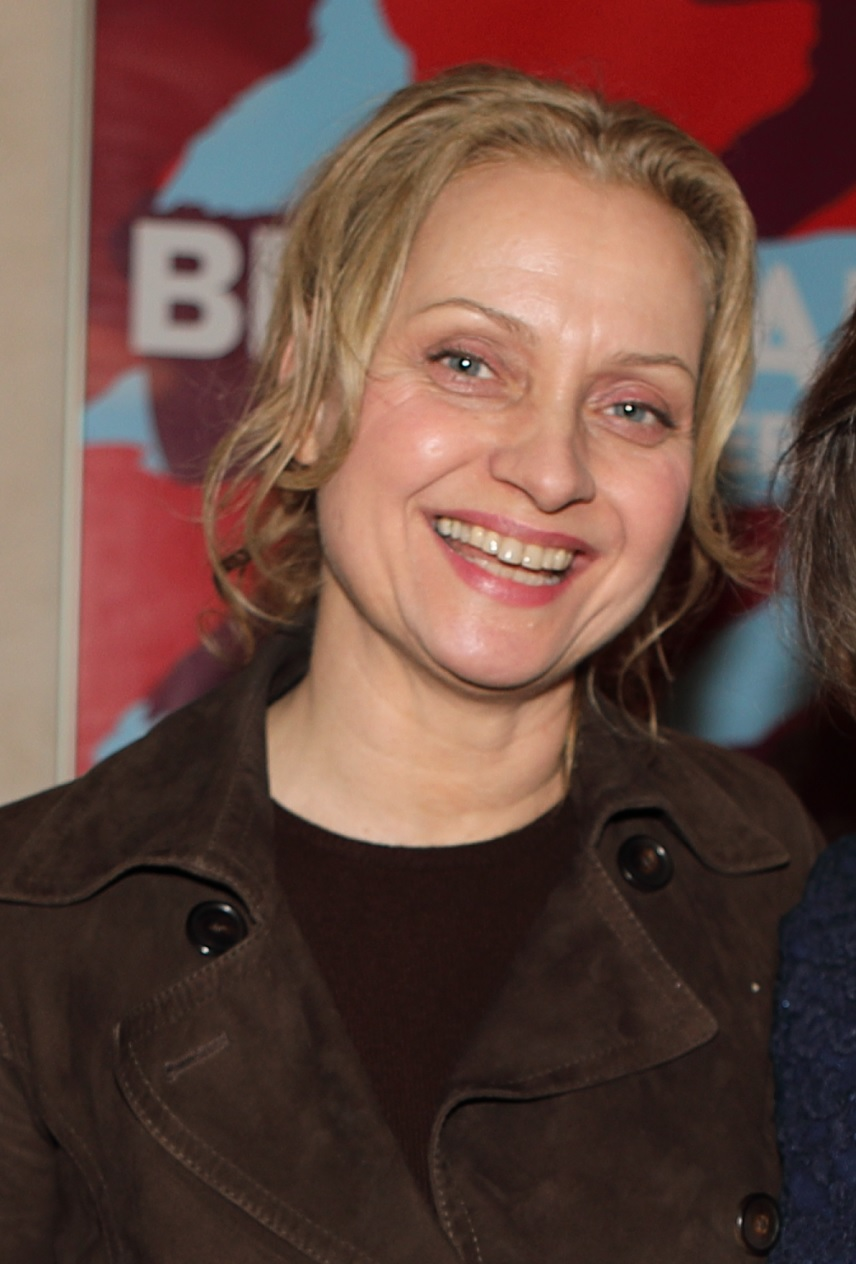
Catherine Flemming (2018)

Catherine H. Flemming (* 2. Februar 1967 in Karl-Marx-Stadt) ist eine deutsche Filmschauspielerin.

## Leben

### Herkunft und Ausbildung
Catherine H. Flemming wuchs in ihrer Geburtsstadt auf; sie wollte bereits als Kind Schauspielerin werden. In ihrer Jugend machte sie Ballett und Leichtathletik. Ihre Schauspielausbildung erhielt sie zunächst an der Hochschule für Schauspielkunst „Ernst Busch“ Berlin. Anfang 1988 flüchtete sie aus der DDR. Während ihres anschließenden Aufenthaltes in den Vereinigten Staaten belegte sie Kurse in New York bei Marcia Haufrecht und am Actors Studio von Lee Strasberg. Anschließend tourte sie mit dem Shakespeare Ensemble, einem Wandertheater, einige Zeit durch Großbritannien. 1999 spielte sie nochmals Theater, im Off-Theater in Miami unter der Regie von David Schweitzer.

### Anfänge als Schauspielerin
1994 stand Flemming bei Dreharbeiten für verschiedene TV-Arbeiten erstmals vor der Kamera. Seither arbeitet sie regelmäßig für Film und Fernsehen. Zu ihren ersten Fernseharbeiten gehörte die Serie Um die 30, die 1995 erstmals ausgestrahlt wurde. Sie verkörperte darin die Rolle der Sabrina Schneider. Ihre erste Hauptrolle spielte sie als Tina in dem Fernsehfilm Cuba Libre (1996), in dem Richy Müller ihr Partner war.
Größere Bekanntheit erreichte Flemming erstmals mit ihrer Rolle in dem Kinofilm Hunger – Sehnsucht nach Liebe von 1997. In dem Regie-Debüt der Schauspielerin Dana Vávrová verkörperte Flemming, an der Seite von Kai Wiesinger und Christiane Hörbiger, die Rolle der Laura. Sie spielte die erfolgreiche Marketing-Leiterin einer Spielwarenfirma, die an Bulimie leidet. 1998 wurde sie für ihre Darstellung mit dem Bayerischen Filmpreis als „Beste Nachwuchsdarstellerin“ ausgezeichnet.

### Weitere Karriere
In dem Kinofilm Die Unberührbare (2000) übernahm sie die Nebenrolle der Isabelle; es war ihre erste Zusammenarbeit mit dem Regisseur Oskar Roehler. Eine weitere Rolle unter Roehlers Regie hatte sie in dem 2001 gedrehten und 2002 erschienenen Fernsehfilm Fahr zur Hölle, Schwester!, in dem sie die Rolle der Mutter zweier verfeindeter Schwestern (Hannelore Elsner/Iris Berben) spielte. Ende 2000 hatte der Film Der Himmel kann warten von Regisseurin Brigitte Müller seine Kinopremiere. In der Tragikomödie spielte Flemming in der Rolle der jungen Ivette an der Seite von Frank Giering und Steffen Wink. 2001 war sie in der Fernsehkomödie Die Meute der Erben neben Günter Pfitzmann zu sehen. Sie spielte die alleinerziehende, geschiedene Apothekerin und Mutter Ina, die als Pfitzmanns neue Nachbarin von einer zwielichtigen Baufirma bei der Renovierung ihrer Wohnung betrogen wird. In den ersten Folgen der Fernsehreihe Bloch (2002) spielte sie Clara Born, die neue Lebensgefährtin des Psychiaters und Psychotherapeuten Dr. Maximilian Bloch (Dieter Pfaff); ihre Rolle wurde in den späteren Folgen von Ulrike Krumbiegel übernommen.
Im internationalen TV-Zweiteiler Casanova – Ich liebe alle Frauen (2002) spielte sie Elena Foscarini, die Geliebte des französischen Botschafters Francois de Bernis (Thierry Lhermitte), in die sich Casanova unsterblich verliebt. 2002 spielte sie, an der Seite von Leopold Hornung, die junge Frau in dem Kurzfilm Snipers Alley. Im Polizeiruf 110 – Tiefe Wunden (2003) spielte Flemming als Katja Trenk die einstige „große Liebe“ des Kriminalhauptkommissars Tauber (Edgar Selge), eine von drei Bankräubern, bei deren Verfolgung der Ermittler seinen Arm bei einem Einsatz verloren hat. In dem zweiteiligen deutschen Fernsehfilm Das Blut der Templer (2004) war Flemming erneut in einer historischen Rolle zu sehen. Sie verkörperte Lucrezia de Saintclair, die Großmeisterin eines Geheimordens. In der Fernsehkomödie Schöne Männer hat man nie für sich allein (2004) war sie als Linda Mitglied einer Clique von Freundinnen, die sich ihre Single-Abende mit Bowling vertreiben; ihre Partnerinnen waren Elena Uhlig, Nina Petri und Anna Böttcher. 2005 nahm sie zusammen mit  Bela B. eine Vertonung der Novelle Venus im Pelz als Hörbuch auf.
Von 2006 bis 2009 war sie die Marietta in der TV-Krimireihe Commissario Laurenti; sie verkörperte, an der Seite von Henry Hübchen, die Assistentin von Commissario Laurenti. Ihre Rolle als Marietta beschrieb Flemming in einem Interview mit den Worten „frech, selbstbewusst, sexy, vielleicht geheimnisvoll...“
In dem Zweiteiler Afrika, mon amour (2007) spielte sie die mit einem unehelichen Kind schwangere Martha von Strahlberg, die Schwägerin der weiblichen Hauptfigur Katharina von Strahlberg (Iris Berben). In dem Kinofilm Die Teufelskicker (2010) war sie, an der Seite von Armin Rohde, Frau Rothkirch, die Mutter der jungen Fußballerin Catrina (Cosima Henman). In dem Märchenfilm Des Kaisers neue Kleider (2010) spielte sie die Hofschneiderin Adele. In dem Filmdrama Wunderkinder (2011) stellte sie unter der Regie von Marcus O. Rosenmüller die berühmte Violin-Virtuosin Hanna Reich dar. In dem deutsch-österreichischen Fernsehfilm Die Holzbaronin (2012), mit Christine Neubauer und Henriette Confurius in den Hauptrollen, spielte sie die Rolle der Hetty Seitz, die von dem russischen Zwangsarbeiter Pawel (Robert Besta) brutal vergewaltigt wird. Im Polizeiruf 110: Vor aller Augen (Erstausstrahlung: Mai 2013) hatte sie die Rolle der Michaela Stolze; sie war die seit Jahren an Diabetes erkrankte neue Leiterin einer Bootswerft.
In dem Fernsehfilm Ein offener Käfig (Erstausstrahlung: September 2014) spielte sie Katja Heinrich, ein Vergewaltigungsopfer. Flemming hatte zur Vorbereitung auf ihre Rolle intensiv zum Thema recherchiert und sich mit Opfern und mit Sexualstraftätern getroffen, die ihre Gefängnisstrafe verbüßen. In der Tragikomödie Auf das Leben!, die im November 2014 in die deutschen Kinos kam, war sie unter der Regie von Uwe Janson, in der Rolle der psychisch labilen, in einer geschlossenen psychiatrischen Anstalt untergebrachte Lydia an der Seite von Hannelore Elsner, Nikola Kastner und Markus Maria Profitlich zu sehen.
Mehrfach war Catherine Flemming auch in der ARD-Fernsehreihe Tatort in Hauptrollen zu sehen. Ihren ersten Auftritt hatte sie im Tatort: Von Bullen und Bären (Erstausstrahlung: Juni 2000), in dem sie Michaela Rambeck, die „jungdynamische“, „charmante“ Chefin eines alteingesessenen Berliner Metallunternehmens spielte. Im Tatort: Schlaf, Kindlein, schlaf (Erstausstrahlung: Juni 2002) spielte sie die Journalistin Barbara Stein, die sich an der Suche nach einem Sexualstraftäter beteiligt. Im Tatort: Sonnenfinsternis (Erstausstrahlung: Januar 2006) war sie Katharina Dettmer, die Chefin einer Leipziger Käserei, deren Fahrer Ludwig Noack tot aufgefunden wird. Im WDR-Tatort: Platt gemacht (Erstausstrahlung: Oktober 2009) verkörperte sie die in finanzielle Schwierigkeiten geratene Rechtsanwältin Gesine Stürmer, die ihren Cousin, der ein Millionenerbe zu erwarten hat, aus dem Weg räumen will, indem sie einen Privatdetektiv auf ihn ansetzt. Im Tatort: Spielverderber (Erstausstrahlung: November 2015) spielte sie Vera Graschow, die Witwe eines Bundeswehrpiloten und Nachbarin des Mordopfers, die wenig auskunftsfreudig und schweigsam die Ermittlungen verfolgt.
Für das ZDF übernahm Flemming gelegentlich auch Arbeiten im Genre des Unterhaltungsfernsehens. So spielte sie in den ZDF-Fernsehreihen Das Traumschiff (Vietnam, 2008) und Kreuzfahrt ins Glück (Chile, 2008) mit; außerdem war sie in dem Rosamunde-Pilcher-Film Gefährliche Brandung (2011) die intrigante Haushälterin Jane.
In der 2016 ausgestrahlten britischen ITV-Serie Victoria verkörpert Flemming die Duchess of Kent, die Mutter von Königin Victoria. Im TV-Märchenfilm Rübezahls Schatz (2017) spielte sie eine der Hauptrollen als intrigante Baronin von Harrant, die die Goldschätze des Berggeistes plündern will.
Im 7. und 8. Film der Lotta-Filmreihe des ZDF, Lotta & der schöne Schein (2019) und Lotta & der Mittelpunkt der Welt (2019), verkörperte Flemming in einer Hauptrolle die alternative Heilerin Maren, die neue esoterische Freundin von Lottas Vater (Frank Röth).

### Rollentypus
Flemming spielt häufig Rollen, die „Kraft und Können verlangen“. Ihre Rollen vereinigen oft den Rollentypus von Opfer und Täter. Flemming spielt Rollen, in denen sie „Attraktivität mit Ausstrahlungskraft verbindet“. Der Regisseur Joseph Vilsmaier bezeichnet sie als die „Michelle Pfeiffer von Deutschland“. Flemming selbst erhebt für die Darstellung ihrer Rollen den Anspruch, „wahrhaftig und glaubhaft“ zu sein.

### Engagement und Privates
2008 stand Flemming gemeinsam mit Bela B. für eine Plakat- und Anzeigenaktion der Tierschutzorganisation PETA in Hamburg vor der Fotokamera. Das Anzeigenmotiv hatte das Motto: „Ich kann mir meine Schmerzen aussuchen, Tiere nicht!“. 2011 gehörte Flemming gemeinsam mit Ronald Zehrfeld, Ewa Karlström, Lars Jessen und Angelika Paetow zur Jury des NDR-Spielfilmpreises bei den 53. Nordischen Filmtagen Lübeck.
Flemming ist ledig und kinderlos; sie hat insgesamt sechs Patenkinder. Sie ist Fußballfan; außerdem liebt sie die Werke von Jack London und Oscar Wilde. Sie lebt am Stadtrand von Berlin.

## Filmografie (Auswahl)
- 1995: Der Räuber mit der sanften Hand (Fernsehserie)
- 1995: Inseln unter dem Wind (Fernsehserie)
- 1995: Liebling, ich muß auf Geschäftsreise (TV)
- 1995: Rohe Ostern – Keine Panik, nix passiert! (TV)
- 1995: Rosemarie Nitribitt – Tod einer Edelhure (TV)
- 1995: Um die 30 (Fernsehserie)
- 1995: Der Räuber mit der sanften Hand (Miniserie, 3 Episoden)
- 1996: Cuba Libre (TV)
- 1996: Die Flughafenklinik (Fernsehserie, 9 Episoden)
- 1997: Derrick – Eine kleine rote Zahl (Fernsehserie)
- 1997: Der Bulle von Tölz: Tod auf Tournee (Fernsehserie)
- 1997: Die Babysitterin – Schreie aus dem Kinderzimmer (TV)
- 1997: First Love – Die große Liebe (Fernsehserie)
- 1997: Hunger – Sehnsucht nach Liebe
- 1997: Der rote Schakal (TV)
- 1997: Still Movin’
- 1998: Ein Fleisch und Blut (TV)
- 1998: Liebling, vergiß die Socken nicht! (TV)
- 1998: Mia, Liebe meines Lebens (Fernsehserie, 3 Episoden)
- 1998: Aus heiterem Himmel – Höhenflug (Fernsehserie)
- 1999: Alarm für Cobra 11 – Die Autobahnpolizei – Treibstoff (Fernsehserie)
- 1999: Im Namen des Gesetzes – Mord ohne Mörder (Fernsehserie)
- 1999: Einfach Klasse! (Fernsehserie, 3 Episoden)
- 1999: Jagd nach dem Tod (TV)
- 2000: Der gerechte Richter (TV)
- 2000: Der Himmel kann warten
- 2000: Der Mörder in meiner Nähe (TV)
- 2000: Die Unberührbare
- 2000: Doppelter Einsatz – Blutroter Mond (Fernsehserie)
- 2000: Einmal Himmel und retour (TV)
- 2000: Frauen lügen besser (TV)
- 2000: Tatort – Von Bullen und Bären (Fernsehserie)
- 2001: Die Meute der Erben (TV)
- 2001: Denninger – Der Tod des Paparazzo (TV)
- 2001: Der Kuriertag (TV)
- 2001: Wer schön sein will, muss sterben (TV)
- 2002: Baby (TV)
- 2002: Bloch – Ein begrabener Hund (Fernsehserie)
- 2002: Die Datsche
- 2002: Fahr zur Hölle, Schwester! (TV)
- 2002: Casanova – Ich liebe alle Frauen (Il giovane Casanova; TV)
- 2002: Snipers Alley (TV)
- 2002: Tatort – Schlaf, Kindlein, schlaf (Fernsehserie)
- 2003: Liebe in letzter Minute (TV)
- 2003: Der alte Affe Angst
- 2003: Ein starkes Team – Das große Schweigen (TV)
- 2003: Glashimmel
- 2003: Polizeiruf 110 – Tiefe Wunden (TV)
- 2003: Simones Labyrinth (Kurzfilm)
- 2003: Spy Sorge
- 2004: Das Blut der Templer (TV)
- 2004: Meine Frau, meine Freunde und ich
- 2004: Rosa Roth – Freundeskreis (Fernsehserie)
- 2004: Schöne Männer hat man nie für sich allein (TV)
- 2006: Die Täuschung (TV)
- 2006: Die Kinder der Flucht – Wolfskinder (Fernsehserie)
- 2006: Tatort – Sonnenfinsternis (Fernsehserie)
- 2006: Commissario Laurenti – Die Toten vom Karst (TV)
- 2006: Commissario Laurenti – Gib jedem seinen eigenen Tod (TV)
- 2007: Commissario Laurenti – Tod auf der Warteliste (TV)
- 2007: Afrika, mon amour
- 2008: Commissario Laurenti – Der Tod wirft lange Schatten
- 2008: Das Traumschiff – Vietnam (Fernsehserie)
- 2008: Kreuzfahrt ins Glück – Hochzeitsreise nach Chile (Fernsehserie)
- 2009: Commissario Laurenti – Totentanz (TV)
- 2009: Tatort – Platt gemacht (Fernsehserie)
- 2009, 2013: SOKO Leipzig (Fernsehserie, 2 Episoden)
- 2009: Lulu & Jimi
- 2010: Der letzte Bulle – Überlebenstraining (Fernsehserie)
- 2010: Des Kaisers neue Kleider (TV)
- 2010: Im Schatten des Pferdemondes (TV)
- 2010: Teufelskicker
- 2011: Wunderkinder
- 2011: Rosamunde Pilcher – Gefährliche Brandung (Fernsehserie)
- 2012: Stolberg – Klassenkampf (Fernsehserie)
- 2012: Die Holzbaronin (TV)
- 2012: Engel der Gerechtigkeit – Brüder fürs Leben (TV)
- 2013: Die Erfinderbraut (TV)
- 2013: Polizeiruf 110 – Vor aller Augen (TV)
- 2013: Heldt – Gefährliches Spielzeug (Fernsehserie)
- 2013: SOKO Wismar – Lockvogel (Fernsehserie)
- 2013: Feuchtgebiete
- 2014: Ein Fall für zwei – Gefahr hinter Gittern (TV)
- 2014: Die Schlikkerfrauen (TV)
- 2014: Ein offener Käfig (TV)
- 2014: Für immer
- 2015: Notruf Hafenkante – Endlich schlank (Fernsehserie)
- 2015: Tatort – Spielverderber (Fernsehserie)
- 2016: Victoria (Fernsehserie, 8 Episoden)
- 2017: Rübezahls Schatz (TV)
- 2018: Die Kanzlei – Überdosis (Fernsehserie)
- 2019: Tonio & Julia: Schuldgefühle  (Fernsehreihe)
- 2019: Lotta & der schöne Schein (Fernsehreihe)
- 2019: Lotta & der Mittelpunkt der Welt (Fernsehreihe)
- 2020: Polizeiruf 110: Totes Rennen
- 2020: Ein Tisch in der Provence: Ärztin wider Willen (Fernsehfilm)
- 2020: Ein Tisch in der Provence: Hoffnung auf Heilung (Fernsehfilm)
- 2021: Um die 50 (Fernsehfilm)